# 1724 en musique classique
| \| • Retour à la chronologie générale de la musique classique • \| |
| Grèce • Rome • Haut Moyen Âge • VIIIe siècle • IXe siècle • Xe siècle • XIe siècle XIIe siècle • XIIIe siècle • XIVe siècle • XVe siècle • XVIe siècle • XVIIe siècle XVIIIe siècle • XIXe siècle • XXe siècle • XXIe siècle |
| • Retour à la chronologie générale de la musique classique • |

| Années en musique classique : 1721 - 1722 - 1723 - 1724 - 1725 - 1726 - 1727    |
| Décennies en musique classique : 1690 - 1700 - 1710 - 1720 - 1730 - 1740 - 1750 |

## Événements
- 20 février : Giulio Cesare in Egitto opéra de Georg Friedrich Haendel, créé à Londres.
- 7 avril : la Passion selon saint Jean de Johann Sebastian Bach, créée à Leipzig.
- 31 octobre : Tamerlano opéra de Georg Friedrich Haendel, créé à Londres.
- Didone abbandonata, mélodrame de Pierre Métastase.
- Suites anglaises de Jean-Sébastien Bach (1724-1725).
- Deuxième livre de pièces de clavecin de Jean-Philippe Rameau.
- Les Goûts réunis et Apothéose de Corelli, de François Couperin.
- Il Giustino, de Antonio Vivaldi.
- Jean-Sébastien Bach compose les cantates : 
  - Ach Gott, vom Himmel sieh darein,
  - Ach Herr, mich armen Sünder,
  - Ach, lieben Christen, seid getrost,
  - Christ unser Herr zum Jordan kam,
  - Christum wir sollen loben schon,
  - Du Friedefürst, Herr Jesu Christ,
  - Du Hirte Israel, höre,
  - Ein feste Burg ist unser Gott (BWV 80),
  - Ein Herz, das seinen Jesum lebend weiß,
  - Erhöhtes Fleisch und Blut,
  - Erwuenschtes Freudenlicht,
  - Gelobet seist du, Jesu Christ,
  - Herr Christ, der einge Gottessohn,
  - Herr Gott, dich loben alle wir,
  - Ich freue mich in dir,
  - Jesu, der du meine Seele,
  - Leichtgesinnte Flattergeister,
  - Liebster Gott, wenn werd ich sterben?,
  - Mache dich, mein Geist, bereit,
  - Mein liebster Jesus ist verloren,
  - Meine Seel erhebt den Herren,
  - Das neugeborne Kindelein,
  - Nimm von uns, Herr, du treuer Gott,
  - Nimm, was dein ist, und gehe hin,
  - Nun komm, der Heiden Heiland (BWV 62),
  - O Ewigkeit, du Donnerwort (BWV 20),
  - Reißt euch los, bedrängte Sinnen,
  - Schau, lieber Gott, wie meine Feind,
  - Schmücke dich, o liebe Seele,
  - Siehe, der Hüter Israel,
  - Singet dem Herrn ein neues Lied,
  - Was frag ich nach der Welt,
  - Was Gott tut, das ist wohlgetan (BWV 99),
  - Was willst du dich betrüben,
  - Wer da gläubet und getauft wird,
  - Wer mich liebet, der wird mein Wort halten (BWV 59),
  - Wer nur den lieben Gott läßt walten,
  - Wo Gott der Herr nicht bei uns hält,
  - Wo soll ich fliehen hin,
  - Wohl dem, der sich auf seinen Gott.

## Naissances

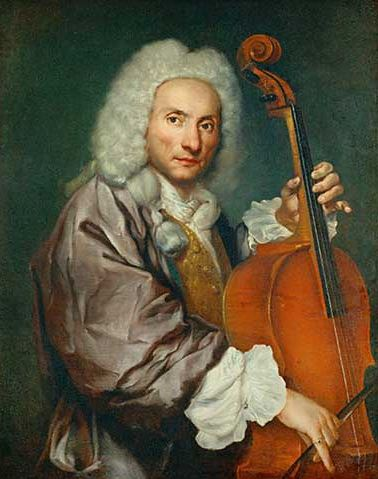
Giovanni Battista Cirri

- 7 mai : Joseph Benda, violoniste et compositeur de Bohême († 22 février 1804).
- 28 août : Diamante Medaglia Faini, compositrice et poète italienne († 13 juin 1770 (à 45 ans)).
- 29 août : Giovanni Battista Casti, poète satirique et librettiste italien († 5 février 1803).
- 14 septembre : Ignaz Vitzthumb, musicien, compositeur et chef d'orchestre († 23 mars 1816).
- 1er octobre : Giovanni Battista Cirri, compositeur et violoncelliste italien († 11 juin 1808).
- 1er décembre : Dismas Hataš, violoniste et compositeur tchèque († 13 octobre 1777).
- 4 décembre : Joseph Frieberth, compositeur et maître de chapelle autrichien († 6 août 1799).
- 8 décembre : Claude Balbastre, organiste et claveciniste français († 9 mai 1799).

## Décès
- 21 mai : Antonio Salvi, librettiste d'opéras italien (° 17 janvier 1664).
- 22 juin : Johann Theile compositeur et chef d'orchestre allemand (° 29 juillet 1646)

Date indéterminée :
- John Abell, contre-ténor, luthiste, violoniste et compositeur écossais (° 1653).
- Jean-Jacques Rippert, facteur d'instruments de musique français installé à Paris, plus exactement un « faiseur » de flûtes à bec, flûtes traversières et hautbois selon l'expression en usage (° vers 1645).